# Suran (poddystrykt w muhafazie Hama)
Suran – jedna z 4 jednostek administracyjnych trzeciego rzędu (nahijja) dystryktu Hama w muhafazie Hama w Syrii.
W 2004 roku poddystrykt zamieszkiwało 90 654 osób.